# Malaicoccus moundi
Malaicoccus moundi är en insektsart som beskrevs av Williams D. J. 1978. Malaicoccus moundi ingår i släktet Malaicoccus och familjen ullsköldlöss. Inga underarter finns listade i Catalogue of Life.